# Emanuel Hliňák
Emanuel Hliňák (1. prosince 1900 – ) byl český meziválečný fotbalista, obránce.

## Fotbalová kariéra
Hrál za SK Slavia Praha a ČAFC Vinohrady. Se Slavií získal v roce 1925 mistrovský titul. V československé nejvyšší soutěži nastoupil v 52 utkáních a dal 6 gólů.

## Ligová bilance
| Ročník    | Zápasy | Góly | Klub            |
| --------- | ------ | ---- | --------------- |
| 1925      | 9      | 0    | SK Slavia Praha |
| 1925/1926 | 8      | 0    | SK Slavia Praha |
| 1925/1926 | 2      | 0    | AFC Vinohrady   |
| 1927      | 7      | 1    | AFC Vinohrady   |
| 1927/1928 | 12     | 3    | AFC Vinohrady   |
| 1929/1930 | 14     | 1    | AFC Vinohrady   |
| CELKEM    | 52     | 6    |                 |